# آرنولد مرسیه
آرنولد مرسیه (انگلیسی: Arnauld Mercier؛ زادهٔ ۴ ژوئن ۱۹۷۲) بازیکن فوتبال اهل فرانسه است.
از باشگاه‌هایی که در آن بازی کرده‌است می‌توان به باشگاه فوتبال رجینا، باشگاه فوتبال والنسین، و باشگاه فوتبال کوزنتسا کالچو اشاره کرد.